# 德里區
德里區 （Derry City Council；愛爾蘭語：Comhairle Cathrach Dhoire）是北愛爾蘭的一個區，位於北愛西北部。面積387平方公里，2006年人口 107,900人。區行政中心為倫敦德里。